# Euschistospiza
Euschistospiza Wolters, 1943 è un genere di uccelli passeriformi della famiglia degli Estrildidi.

## Tassonomia
Al genere vengono ascritte due specie:
- Euschistospiza cinereovinacea Sousa, 1889 - astrilde cenerina
- Euschistospiza dybowskii Oustalet, 1892 - astrilde di Dybowski

Tradizionalmente le due specie sono state ascritte al genere Lagonosticta, mentre attualmente si tende ad ascriverle a un genere a parte, vicino sì al sopracitato Lagonosticta ma anche agli amaranti del genere Hypargos, anzi maggiormente a questi ultimi, coi quali andrebbe a formare un clade.

## Distribuzione
Pur occupando habitat simili (praterie montane con radure boscose e cespugliose), le due specie appartenenti a questo genere occupano due areali ben distinti: mentre l'astrilde di Dybowski è diffusa nella zona costiera del golfo di Guinea dal Senegal alla Nigeria, l'astrilde cenerina è diffusa nella fascia dell'Africa centrale che va dall'Angola all'Uganda sud-occidentale.

## Descrizione

### Dimensioni
Si tratta di uccelli di piccole dimensioni, che raggiungono al massimo i 12 cm di lunghezza.

### Aspetto
Si tratta di uccelletti dall'aspetto massiccio e paffuto, con corte ali arrotondate e lunga coda squadrata, muniti di forte becco conico.

La colorazione è perlopiù di colore grigio-ardesia, con tendenza a scurirsi sui fianchi (dove sono presenti picchiettature bianche) e con presenza di caratteristiche aree rosse su groppone e codione, più estese nell'amaranto di Dybowski, oltre che in generale maggiormente estese nel maschio rispetto alla femmina.

## Biologia
Si tratta di uccelli che vivono da soli, in coppie o in piccoli gruppi di una decina d'individui: essendo assai schivi ed estremamente timidi, risulta arduo riuscire ad osservarli, sicché si conosce molto poco circa le loro abitudini. Si ritiene tuttavia che esse non differiscano significativamente da quelle di specie affini, come gli amaranti dei generi Lagonosticta e Hypargos o gli astri montani del genere Cryptospiza.